# Абдулах ел Махди Билах
Абдулах ел Махди Билах (арап. عبد الله بن الحسين بن أحمد بن عبد الله بن محمد بن اسماعيل بن جعفرالمهدي; умро 934. године) био је оснивач и први владар Фатимидског калифата, прве шиитске државе у историји ислама.

## Биографија
Абдулах је био син Раби Абдулаха, десетог исмаилитског имама који је почетком 10. века у северну Африку послао Абу Абдулах ел Шија да проповеда шиитску веру и припреми устанак против Абасидског калифата. ‎Када је устанак започео, Абдулах је отпутовао у северну Африку да би се придружио устаницима. Притом је заробљен од стране аглабидског емира. Из заробљеништва га је избавио ел Шија. Аглабиди су поражени 909. године. Абдулах преузима њихову палату у Керуану оснивајући Фатимидски калифат. Нови калифат је назив добио по јединој Мухамедовој ћерки. Године 911. избија сукоб између Абдулаха и ел Шија који је тражио и световну власт. Ел Шија је погубљен. Абдулах је наставио да шири своју државу. Освојио је Мароко окончавши владавину Идрисида. Умро је 934. године. Наследио га је син - Мухамед ел Каим би-Амрилах.